# Tadorna ferruginea
El tarro canelo (Tadorna ferruginea) es una especie de ave anseriforme de la familia Anatidae propia de Eurasia y el norte de África.

## Descripción
El tarro canelo es una anátida con un porte intermedio entre pato y ganso. Mide entre 58 y 70 cm de largo y tiene una envergadura alar de 110 a 135 cm. El plumaje es principalmente de color castaño anaranjado, más claro en la cabeza y el cuello. Las coberteras de las alas son blancas y las plumas de vuelo son negras, al igual que la cola. El pico y las patas son negruzcos. Ambos sexos son muy similares, pero pueden distinguirse porque los machos tienen una lista negra a modo de collar en la parte inferior del cuello, más prominente en la época de cría estival, y las hembras suelen tener una mancha blanca en el rostro. Las llamadas del tarro canelo consisten en graznidos altos.

## Taxonomía y etimología
El tarro canelo fue descrito científicamente por el zoólogo alemán Peter Simon Pallas en 1764, con el nombre de Anas ferruginea, que en latín significa «pato herrumbroso», en referencia al color de su plumaje. Posteriormente fue trasladado al género Tadorna, creado por Heinrich Boie en 1822. Es una especie monotípica, es decir, no se reconocen subespecies diferenciadas.
El nombre de su género, Tadorna, procede del término celta tadorne que significa «pato manchado». Su nombre específico, ferruginea, es la forma femenina de la palabra latina ferrugineus que significa «herrumbroso».

## Distribución
Es un pato migratorio que cría en latitudes templadas de Asia, la Europa oriental y el norte de África y migra al sur de Asia y el valle del Nilo para pasar el invierno, aunque existen poblaciones sedentarias en el norte de África, Oriente próximo, Asia Central y Etiopía. En el pasado era un invernante regular en las marismas del sur de España, pero en la actualidad únicamente aparecen algunos individuos divagantes.
Suele encontrarse en lagunas, ríos y pantanos, evitando las aguas costeras y aquellas con vegetación acuática alta y densa.

## Comportamiento
En la época de cría suele encontrarse en parejas dispersas, mientras que fuera de la época de reproducción se congrega en pequeñas bandadas.[cita requerida]
Es una especie omnívora que se alimenta de brotes de hierba, semillas, insectos, moluscos, crustáceos, lombrices, renacuajos y pequeños peces.[cita requerida]
Suele anidar en depresiones en el suelo lejos del agua. También puede anidar en sitios altos, como barrancos rocosos, taludes arenosos y en huecos de los árboles, y utilizar las madrigueras excavadas por otros animales.[cita requerida]

## Galería de imágenes

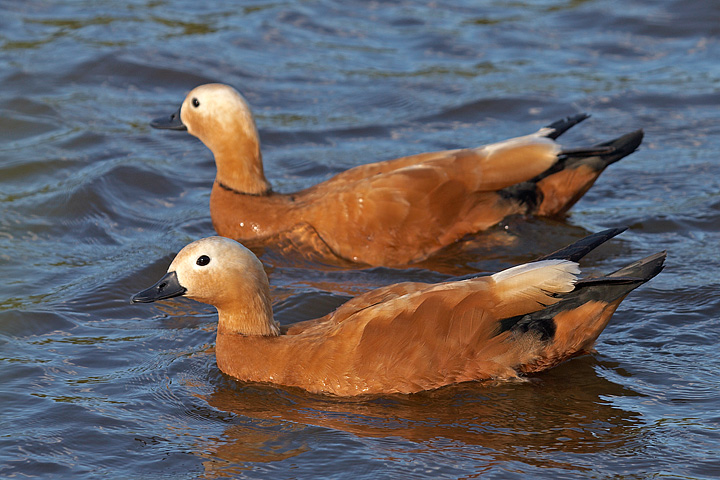
Pareja de machos en Polonia.
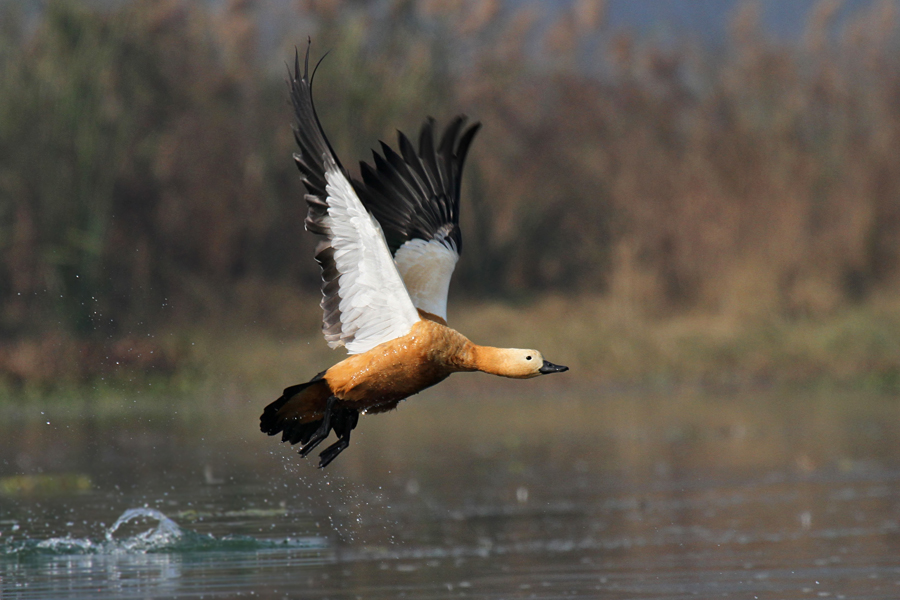
Ejemplar en vuelo en Bengala Occidental, India.
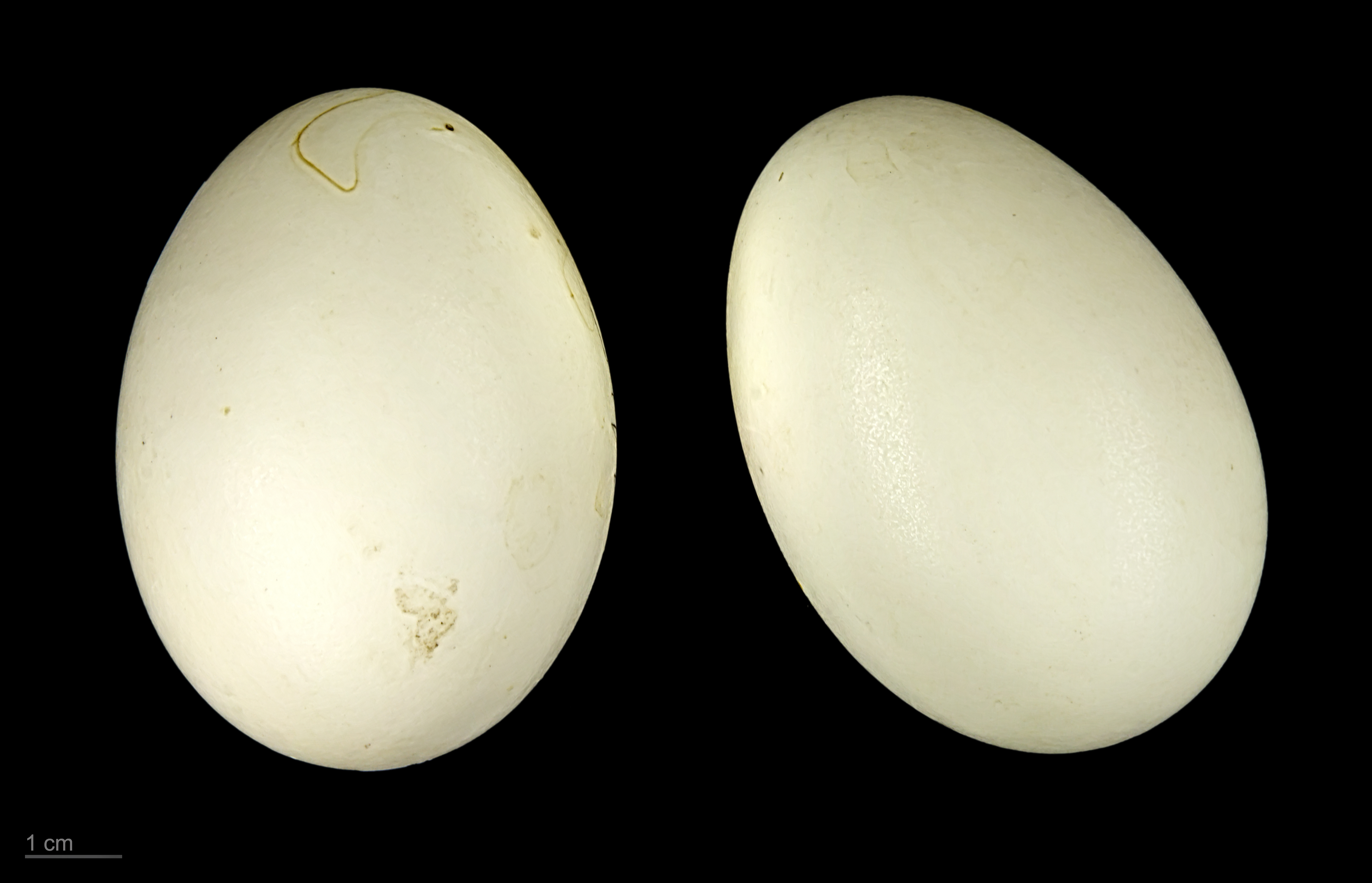
Tadorna ferruginea - MHNT
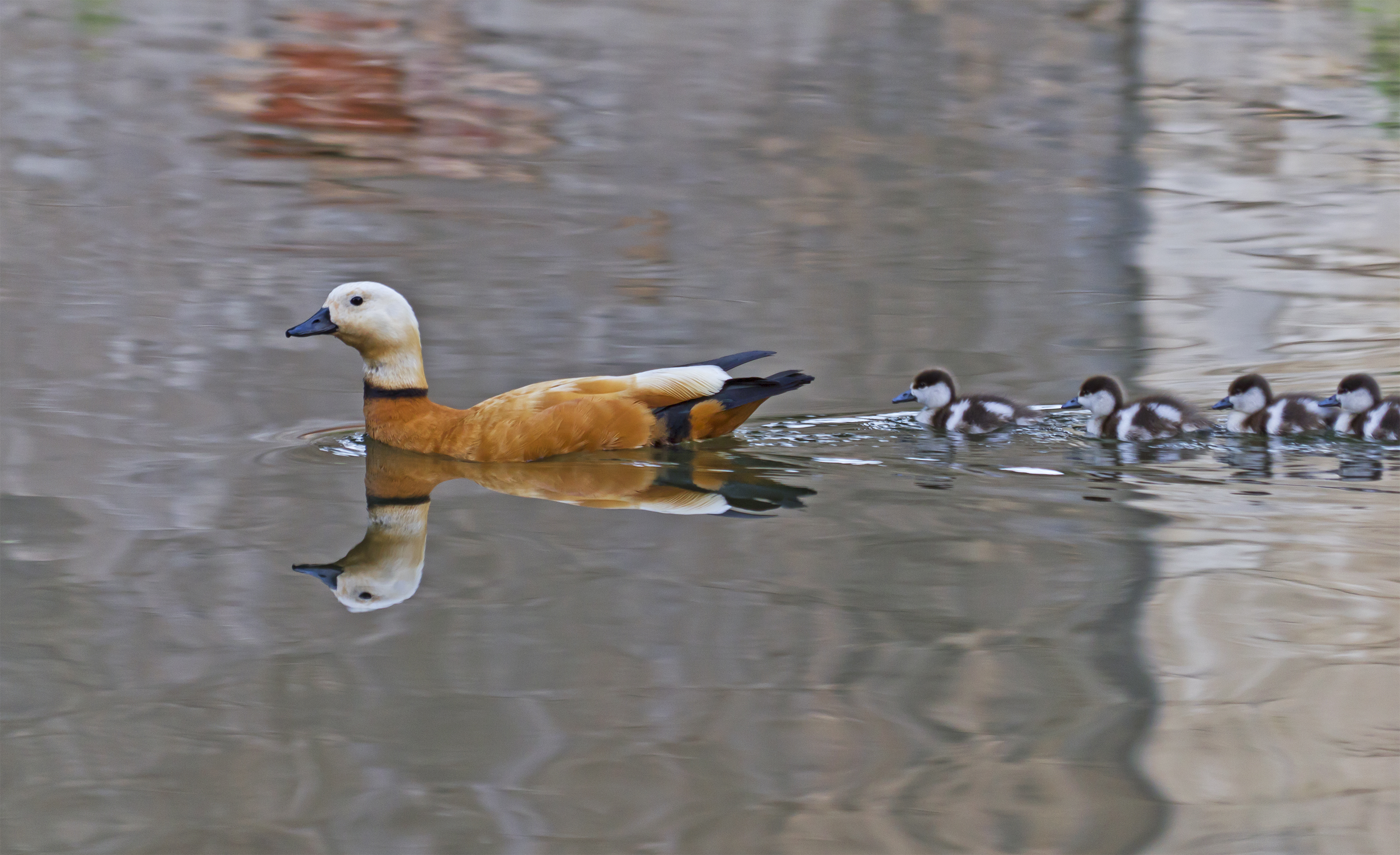
Macho con sus crías.
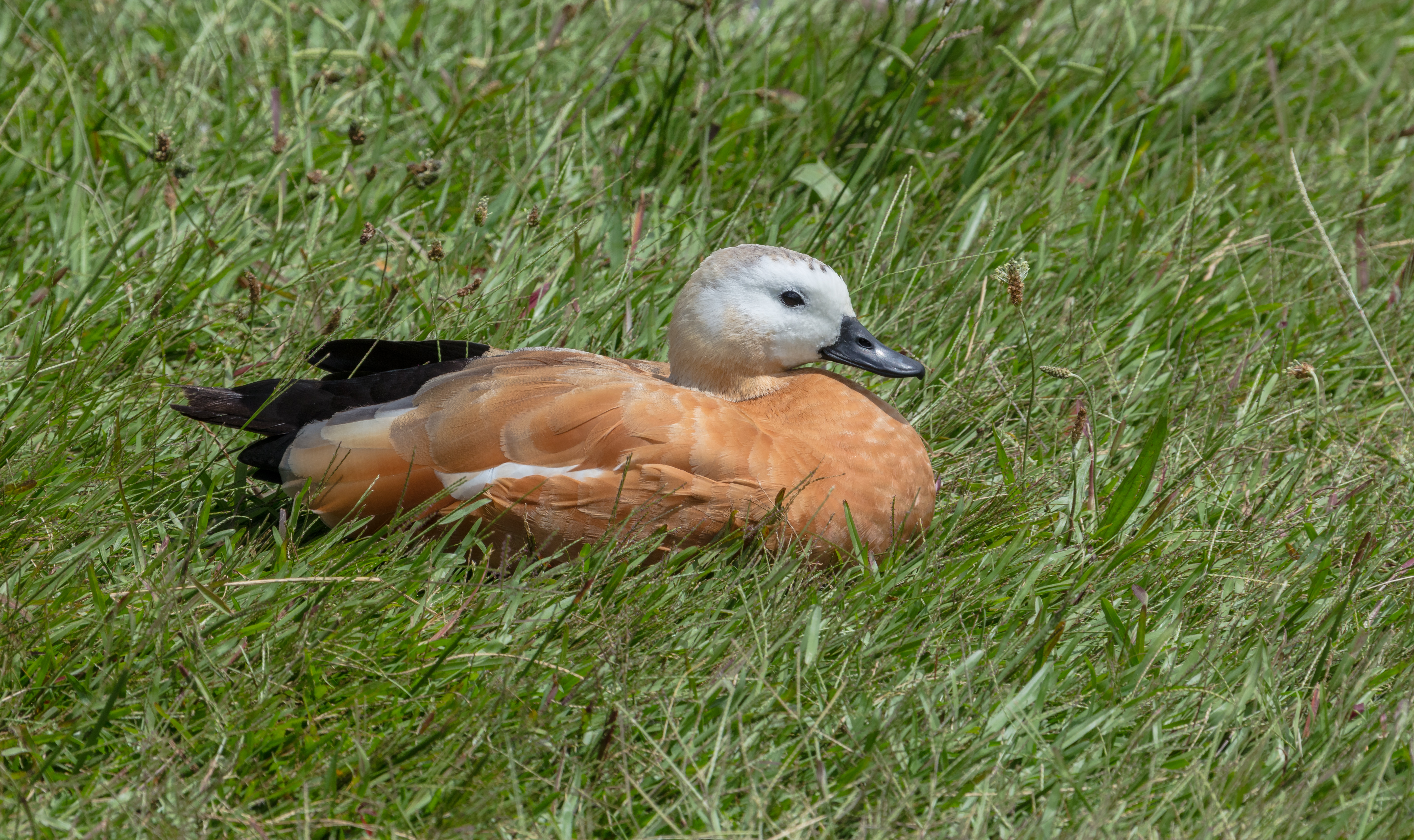
Ejemplar reposando frente a un lago en las islas Azores.